# Veiko Õunpuu
Veiko Õunpuu (* 16. März 1972 auf der Insel Saaremaa) ist ein estnischer Filmregisseur.

## Leben
Veiko Õunpuu schloss 1996 die private Estonian Business School im Fach Wirtschaftsmanagement ab. Bis 1999 studierte er am Estnischen Humanitaarinstitut Literaturtheorie und Semiotik. Anschließend war er in der Reklamebranche tätig. 2000 gründete Õunpuu die Filmproduktionsfirma Suhkur Film. Seit 2005 arbeitet er bei der Produktionsfirma Kuukulgur Film als Regisseur.
Im Februar 2010 debütierte Õunpuu auch als Theaterregisseur in Tallinn mit Rainer Werner Fassbinders Der Müll, die Stadt und der Tod.
Erfolge feierte Õunpuu mit seinen bislang drei größeren Spielfilmen. Sein erster Film Tühirand (2006) wurde zum besten estnischen Film des Jahres gewählt. Sein zweiter Film, Sügisball, gewann den „Horizon Award“ bei den Internationalen Filmfestspielen von Venedig. Der dritte Spielfilm Püha Tõnu kiusamine ist Estlands Beitrag zur Kategorie „Bester fremdsprachiger Film“ bei der Oscarverleihung 2011.
Õunpuus Filme zeichnen sich durch eine künstlerische Langsamkeit und exzentrische Figuren aus.

## Filmografie
- 2006: Die reine Leere (Tühirand)
- 2007: Herbstball (Sügisball)
- 2009: Die Versuchungen des Heiligen Antonius (Püha Tõnu kiusamine)
- 2013: Free Range (Free Range – Ballaad maailma heakskiitmisest)
- 2015: Roukli
- 2020: Viimeiset